# Carlo Rota
Pour les articles homonymes, voir Rota.
Carlo Rota est un acteur britannico-canadien, né le 17 avril 1961 à Londres.
Il est surtout connu pour son rôle dans La Petite Mosquée dans la prairie, et celui de Morris O'Brian dans 24 heures chrono.

## Enfance
Carlo Rota est né à Londres, en Angleterre, et est d'origine italienne. Il est le fils de Rina, qui a travaillé dans la restauration, et de Dante Rota, un chef de renommée mondiale. Il a grandi dans le quartier de Soho avec ses deux sœurs et son frère. Carlo Rota a vécu dans de nombreux endroits du monde, dont Hong Kong, les Bahamas et l'Angleterre, avant que sa famille ne s'établisse à Toronto. Il a travaillé dans l'industrie culinaire pendant de nombreuses années, avant de changer de carrière.

## Carrière
Presque immédiatement après, Rota décroche un rôle dans la série télévisée canadienne Street Legal ainsi que dans le film canadien indépendant acclamé par la critique Thirty Two Short Films About Glenn Gould. En raison de son expérience dans la restauration, il a également présenté le Great Canadian Food Show pour CBC au Canada, une émission qui a été nommée pour le prestigieux James Beard Award for Excellence in Culinary Journalism.
Il est apparu dans de nombreuses séries télévisées populaires, y compris 24 heures chrono, Queer as Folk, Castle, La Femme Nikita, Sydney Fox, l'aventurière, Aventure et Associés, Les Enquêtes de Nero Wolfe, The Gospel of John et Traders. Rota joue aussi dans la sitcom de CBC Television, La Petite Mosquée dans la prairie, où il joue le rôle de Yasir Hamoudi, un entrepreneur en construction libano-canadien. Rota a également joué un journaliste de La Herald dans le film d'horreur, Saw 5.
Dans 24 heures chrono, Rota joue le rôle récurrent de Morris O'Brian, le mari de l'arrogante mais brillante informaticienne Chloe O'Brian. Il n'a joué que dans quelques épisodes de la saison 5 et la saison 7, mais est en revanche apparu tout au long de la saison 6. Il a également joué dans la série La Femme Nikita, où il tenait le rôle récurrent de Mick Schtoppel, ainsi que dans le film The Boondock Saints (1999), où il joue le rôle de Giuseppe « Papa Joe » Yakavetta, un patron du crime.
Il apparaît également dans Stargate Universe , dans le rôle de Carl Strom, le président de la Commission internationale de surveillance, l'organisation civile qui finance le SGC, la mission civile Atlantis et les bases interplanétaires.
Il a également fait une apparition dans FBI : Duo très spécial, dans le rôle du méchant The Ghost. En 2010, il est apparu dans un épisode de Les Experts : Manhattan.
Carlo guest stars sur Human Target : La Cible sur Fox dans l'épisode "Imbroglio / Cool Hand Guerrero" comme Eli. Il a fait une apparition dans la série de télévision Fox Bones Le Finder.
Il est également apparu sur NCIS : Los Angeles dans l'épisode Found dans le rôle de Kalil Abramson.
Il joue également le rôle du chimiste du cartel dans la série Breaking Bad (Saison 4 - Épisode 10).
Sa carrière s'étends également dans le domaine du jeux vidéo, dans le jeu Splinter Cell: Blacklist, il interprète Majid Sadiq, le chef de l'armée terroriste nommée les Ingénieurs, donnant de sa voix et de son apparence par la même occasion, qui sera doublé par Gilles Morvan dans sa version française.
Il a épousé sa co-star de la série 24 heures chrono Nazneen Contractor, le 1er avril 2010. Ils ont eu un fils, né le jour de Noël 2011[réf. nécessaire].

## Filmographie

### Cinéma
- 2008 : Cold Play de  Geno Andrews
- 2008 : SAW V de David Hackl : Charles Saumn
- 2011 : Rehab de Rick Bieber :
- 2013 : Beverly Hills Cop de Barry Sonnenfeld : Trevor (téléfilm sorti en ligne en 2022)
- 2014 : Brick Mansions : George / « Le Grec »

### Télévision
- 1998 : L'Immortelle : Mario Cardoza
- 2002-2004 : Queer as Folk : Gardner Vance
- 2006 - 2009 : 24 heures chrono : Morris O'Brian
- 2007 - 2011 : La Petite Mosquée dans la prairie : Yasir Hamoudi
- 2009 : FBI : Duo très spécial : Ghovat
- 2009 : Stargate Universe : Carl Strom
- 2009 : Castle : Bahir Harun
- 2009 : Les Experts : Manhattan : Joseph Vance
- 2010 : NCIS : Los Angeles : Kalil Abramson
- 2011 : Bones : Lambert Chaisson
- 2011 : Mentalist : Dimitri Zubov
- 2011 : Breaking Bad : Benicio Fuentes
- 2011 : Sanctuary : Richard Feliz / Feodor 'Frank' Glazov
- 2012 : Hawaii 5-0 : Sean Winston
- 2012 : Nikita : Ian Damascus
- 2014 : Agents of S.H.I.E.L.D. : Luca Russo
- 2014 : Les Experts : Karl Schrute
- 2014 : Grimm : Hedig
- 2014 : Jane the Virgin : Mr Solano
- 2014 : Scandal : Ivan
- 2016 : Dark Matter : Warden
- 2017 : Ransom : Damian Delaine
- 2023 : True Lies : François
- 2025 : The Rookie : Le Flic de Los Angeles : Anton Petrovich

## Voix françaises
En France, Gilles Morvan est la voix française régulière de Carlo Rota.
En France
| - Gilles Morvan dans (les séries télévisées) : - 24 heures chrono - La Petite Mosquée dans la prairie - Les Experts : Manhattan - FBI : Duo très spécial - Stargate Universe - Breaking Bad - Scandal - Marvel : Les Agents du SHIELD - Les Experts - Jane the Virgin - Ransom - American Horror Story : Apocalypse et aussi - Féodor Atkine dans Saw 5 - Jean-Baptiste Marcenac dans Grimm (série télévisée) - Michel Voletti dans Spinning Man |